# Kapingamarangi
Pour l’article homonyme, voir Kapingamarangi (langue).
Kapingamarangi est un atoll des États fédérés de Micronésie dont il constitue le point le plus méridional. Contrairement au reste du pays qui est inclus dans l'ensemble culturel micronésien, les habitants de l'atoll sont des Polynésiens, l'île est donc une exclave polynésienne.

## Géographie

### Topographie
Kapingamarangi est un atoll de forme ovale d'un diamètre variant de 9,5 à 13km. L'anneau corallien est large de 275 à 1200m. À marée haute, la couronne récifale est recouverte de 30 cm d'eau. Une passe située au sud-est de l'atoll permet l'accès au lagon des navires d'un tirant d'eau de 3,6m. L'intérieur du lagon comporte de nombreux bancs de sable et récifs, mais aussi de larges zones en eau profonde. À l'est de l'atoll on trouve un chapelet de 33 motus. 
Seuls quelques-uns sont  habités en permanence. Du nord au sud on trouve : Torongahai, Pingutoru, Kikumanu, Turuaimu, Pepeio, Nunakita, Hukuniu, Parakahi, Werua, Touhou, Taringa, Pungupungu, Matiro, Matuketuke, Ramotu, Sakenge, Matawhei, Hukuhenua, Hepepa, Tipae, Tetau, Nikuhatu, Takairongo, Tangawaka, Hare, Herekoru, Tirakau, Tariha, Tiahu, Tokongo, Tirakaume, Pumatahati, Matukerekere. Le plus étendu de ces îlots, Hare, fait 1600m de long et 150 de large, le plus petit a un diamètre d'environ 30m.
Le platier récifal connecte les îlots entre eux, il s'étend sur 45 à  230m entre les îlots et l'océan. Les terres émergées sont recouvertes d'une végétation luxuriante composée de pandanus, cocotiers et arbres à pain. Au centre des îlots les plus étendus on trouve des espaces marécageux où l'on fait traditionnellement pousser le taro. La population vit et travaille à proximité du rivage bordant le lagon. Les larges plages qui s'y trouvent sont propices au lancement et au halage  des canoës utilisés pour la pêche lagunaire.

### Démographie
| 1883       | 1890       | 1912       | 1920 | 1925 | 1930 | 1935 | 1958 |
| ---------- | ---------- | ---------- | ---- | ---- | ---- | ---- | ---- |
| 150 (est.) | 150 (est.) | 150 (est.) | 300  | 341  | 378  | 396  | 404  |

| 1967 | 1970 | 1973 | 1980 | 1985 | 1994 | 2000 | 2010 |
| ---- | ---- | ---- | ---- | ---- | ---- | ---- | ---- |
| 428  | 369  | 389  | 508  | 511  | 473  | 474  | 350  |

## Histoire

### Domination japonaise
En 1914, les Japonais occupent la Micronésie, alors sous domination allemande. Ils obtiendront en 1917 la gestion de cette colonie dans le cadre du mandat des îles du Pacifique octroyé par la SDN. Dès le début de la Première Guerre mondiale, un Japonais, Huria,  est envoyé à Kapingamarangi. Il gère le magasin de l'île et fait office d'administrateur. Sous sa direction, les insulaires sont mal traités. En effet il restreint les activités de pêche et la consommation de noix de coco. Il désire employer les habitants sur les plantations et réserver à la vente les noix. Alors qu'une période de sécheresse touche l'île de 1916 à 1918, ces mesures ont pour effet de provoquer une famine qui fait 90 victimes. Les habitants finissent par chercher secours dans l'atoll voisin de Nukuoro où l'on informe le commandement japonais à Ponape. L'administrateur japonais est renvoyé et condamné à une peine de prison à Ponape. Les habitants souffrant le plus de la famine sont envoyés dans la capitale régionale afin de recevoir des soins, mais 30 autres meurent. Ceux qui survivent sont établis à Pohrakiet à Kolonia où leurs descendants vivent encore. 
En 1918 vient un missionnaire polynésien originaire de Nukuoro. Il introduit le christianisme sur l'île, l'ancien temple dédié au culte polynésien traditionnel est démantelé. L'église de Kapingamarangi est achevée en 1922. D'autres commerçants japonais se succèdent, jamais plus d'un à la fois. Ils apprennent de manière informelle aux indigènes la langue japonaise ainsi que l'écriture des caractères japonais qu'ils utilisent pour leur langue, le kapingamarangi. Peu avant ou après le début de la Seconde Guerre mondiale, les Japonais installent une station météo et une base pour hydravions. Un avion américain survole pour la première fois l'atoll le 2 octobre 1942.